# 생방송은 멈추지 않는다!
《생방송은 멈추지 않는다!(生放送はとまらない!)》는 2003년 10월 10일 TV 아사히에서 방송된 일본 드라마이다. TV 아사히의 신사옥 이전을 기념해 제작됐다.

## 출연
- 타나카 나오키
- 이토 히데아키
- 에스미 마키코 이외 다수

출연 가수
- 우에토 아야
- 각트
- 나카시마 미카
- 하마사키 아유미
- 비즈
- 마쓰 다카코
- 마쓰우라 아야
- 미니모니

## 같이 보기
- 뮤직 스테이션